# エセ子沼
エセ子沼（えせこぬま）は、秋田県八峰町にある湖。伝説が語られている沼である。

## エセ子沼の伝説
昔、畑谷集落にエセ子という美しい娘がいた。
17歳の時に、隣村の竹生に嫁入りをした。夫との仲はとっても良かったものの、姑との折り合いが悪く毎日のように折檻されていた。それでもエセ子は何年か耐えたいたものの、とうとう我慢ができなくなって、実家に戻ってきた。そして、仲の良かった夫を慕って毎日のように泣き続け、その声は集落中に聞こえたという。あまり泣き続けるものだから、そのうちだんだん目が潰れてきて、目が見えなくなってしまった。
エセ子の実家は貧乏であったため、エセ子は目が見えなくなっても手探りで麻糸つむぎの手伝いをしていた。ところが、目が見えなくなっていくる望みを失ったエセ子は死ぬことを考え始めた。あるとき、家の者がいなくなったのを見計らってエセ子は麻糸を巻いた玉を持って庭に出て梅の老木に糸を結びつけその糸を延ばしながらだんだんと家から遠くに離れていった。
家の者が帰ってきて、エセ子がいないことを知り、外に出てみると梅の枝から山の方に麻糸が延びていた。家の者はこの糸をたどればエセ子を見つけられると急いだ。田や畑を通り抜け、山の中をさらに奥に進んだ。周囲200m程の沼があり、エセ子の引いていった麻糸はその沼の中に消えていた。
エセ子はその後何日たっても姿を見せないので、入水死したことは確かで、この沼をだれとなく「エセ子沼」と呼ぶようになった。エセ子がこの沼で死んでからは不思議なことばかり起きるようになった。沼にはフナやドジョウがたくさんいたが、皆片目の魚ばかりになり、村人はエセ子の例の祟りであるとささやきあった。また、どんな日照りが続いてもこの沼は枯れたことがなかった。いつも水で一杯だった。これはエセ子が生きていたときに、夫を慕って泣き続けた涙のために水があふれているのだと語られた。
昔は、この沼に小さな島があってエセ子が亡くなってから、不思議はことがしばしば起きたため村の人々はその島に祠を建てて、エセ子をなぐさめるようにした。
それから長い年月が過ぎた。ある年のこと、村中が大干ばつに襲われて田畑の水が枯れただけでなく、井戸や小川の水も枯れてしまった。エセ子沼の水だけは、少しも枯れていなくて満々と水をたたえていた。干ばつがこれ以上続けば村中の人が死んでしまうほどになったため、竜神様になったエセ子に雨を降らせて欲しいと頼むことにした。村中の人が、エセ子沼のほとりに集まった。ご弊を鉢巻に立てて４・５人の若者が沼の中央のある島に泳いで上がり、祠にご弊を立ててエセ子に雨乞いをした。そうしたら、その晩に雨が降って、村中の人はエセ子が降らせてくれた慈の雨だといって喜んだ。それからは、干ばつになるたびにエセ子沼に雨乞いをするようになり、村人の信心も一層深くなった。
その後、長い年月が過ぎ、エセ子沼はだんだん狭くなり、沼の中にあった島も沈んでしまったけれども、雨乞い行事は残っていて、島の真ん中ほどに大きな木の切り株があって、そこにはご弊を立てることができたという人々がまだ何人もいる。また、エセ子が麻糸を結んだ梅の木も老いて腐れて倒れ、それから生える老木化を繰り返しながら今も毎年花をたくさんつけ、エセ子の不幸を慰めている。

## 沼周辺の地形の変化
1973年のこの地区周辺には周囲が400mほどの沼はこの沼しかない。沼は南北に広がっていた。しかし、2001年の地形図では周囲に多くの沼が掘られ、エセ子沼も南に堤防が作られ面積も小さくなっている。さらにすぐ南にはより小さな沼が新しく出来ている。

## 秋田魁新報での報道
1981年秋の峰浜村村民文化祭で、畑谷青年会が伝説を演劇化して村民に披露し、その後に刊行された「みねはまのむかしばなし」に収録された。しかし、エセ子沼の所在を知る人は少なくなっており雨乞い伝説を後世に語り継ぎ、エセ子の供養を続けるためにもまず村民でエセ子沼へと村文化財保護審議会がエセ子沼訪問を企画した。この日参加したのは村民ら25人。大槻野の地区の山道を行きつめ、車を降りて沢沿いのアップダウンの難所を20分程歩くとエセ子沼は忽然と姿を現した。周囲約200mというがアシが多く、のぞく水面はわずか。一行は沼のほとりの祠を新しいものに変え、伝説を記した看板も建ててエセ子を供養した。参加者の一人で元村社会教育指導員の鈴木正男は「沼はわき水に加え沢水も集め、かれることは無かったようだ。水の恩恵の大かった藩政時代のこと、雨乞いに来ればご利益もあり、エセ子の霊と結びついて伝説が生まれたようだ。また一帯の山は通称・城台という中世の城跡で、沼は天然の水ガメであったのかもしれない」と推察する。エセ子沼から畑谷地区まで直線にして約7km。